# Vipera berus
Vipera berus  là một loài rắn độc trong họ Rắn lục. Loài này được Linnaeus mô tả khoa học đầu tiên năm 1758. Chúng phân bố rất rộng và được tìm thấy ở hầu hết các nơi thuộc Tây Âu và xa hơn tới Đông Á.
Loài rắn này đã là chủ đề của nhiều văn hóa dân gian ở Anh và các nước châu Âu khác. Chúng không được coi là đặc biệt nguy hiểm, loài rắn này không hung dữ và thường chỉ cắn khi thực sự bị khiêu khích, bị dẫm lên, hoặc bị nhấc lên. Vết cắn có thể rất đau, nhưng hiếm khi gây tử vong. Tên cụ thể, berus, là tiếng Latin mới và đã từng được dùng để chỉ một con rắn, có thể là con rắn cỏ, Natrix natrix.
Loài này được tìm thấy trong các địa hình khác nhau, sự phức tạp của môi trường sống là điều cần thiết cho các khía cạnh khác nhau của hành vi của nó. Chúng ăn các động vật có vú nhỏ, chim, thằn lằn, và động vật lưỡng cư, và trong một số trường hợp trên nhện, giun và côn trùng. Loài rắn này, như hầu hết các loài khác trong chi, là loài đẻ trứng. Con cái sinh sản một lần mỗi hai hoặc ba năm, với lứa thường được sinh ra vào cuối mùa hè đến đầu mùa thu ở Bắc bán cầu. Rắn con có kích thước từ 3 đến 20 và rắn con ở cùng mẹ trong vài ngày. Cá thể trưởng thành phát triển đến tổng chiều dài (bao gồm đuôi) từ 60 đến 90 cm (24 đến 35 in) và khối lượng từ 50 đến 180 g (1,8 đến 6,3 oz). Ba phân loài được công nhận, bao gồm các phân loài được đề cử, Vipera berus berus được mô tả ở đây. Loài rắn này không được coi là bị đe dọa, mặc dù nó được bảo vệ ở một số quốc gia.

## Hình ảnh

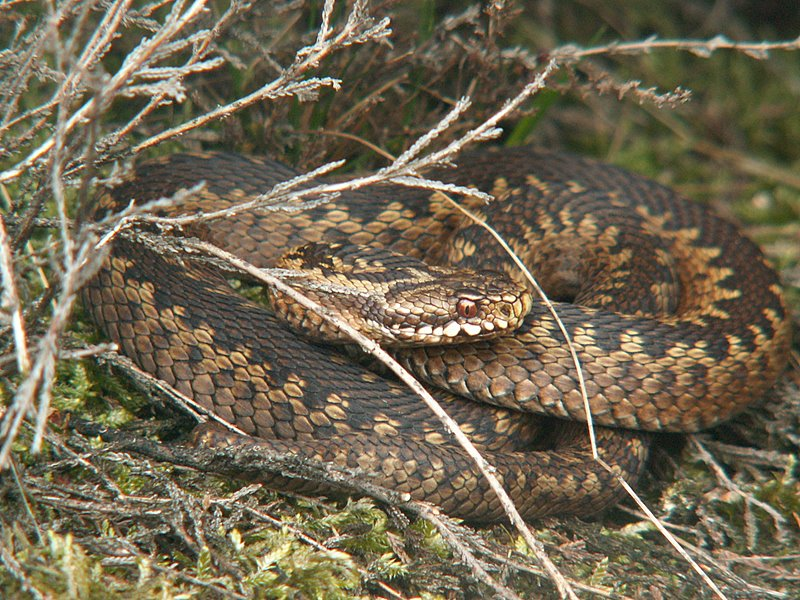
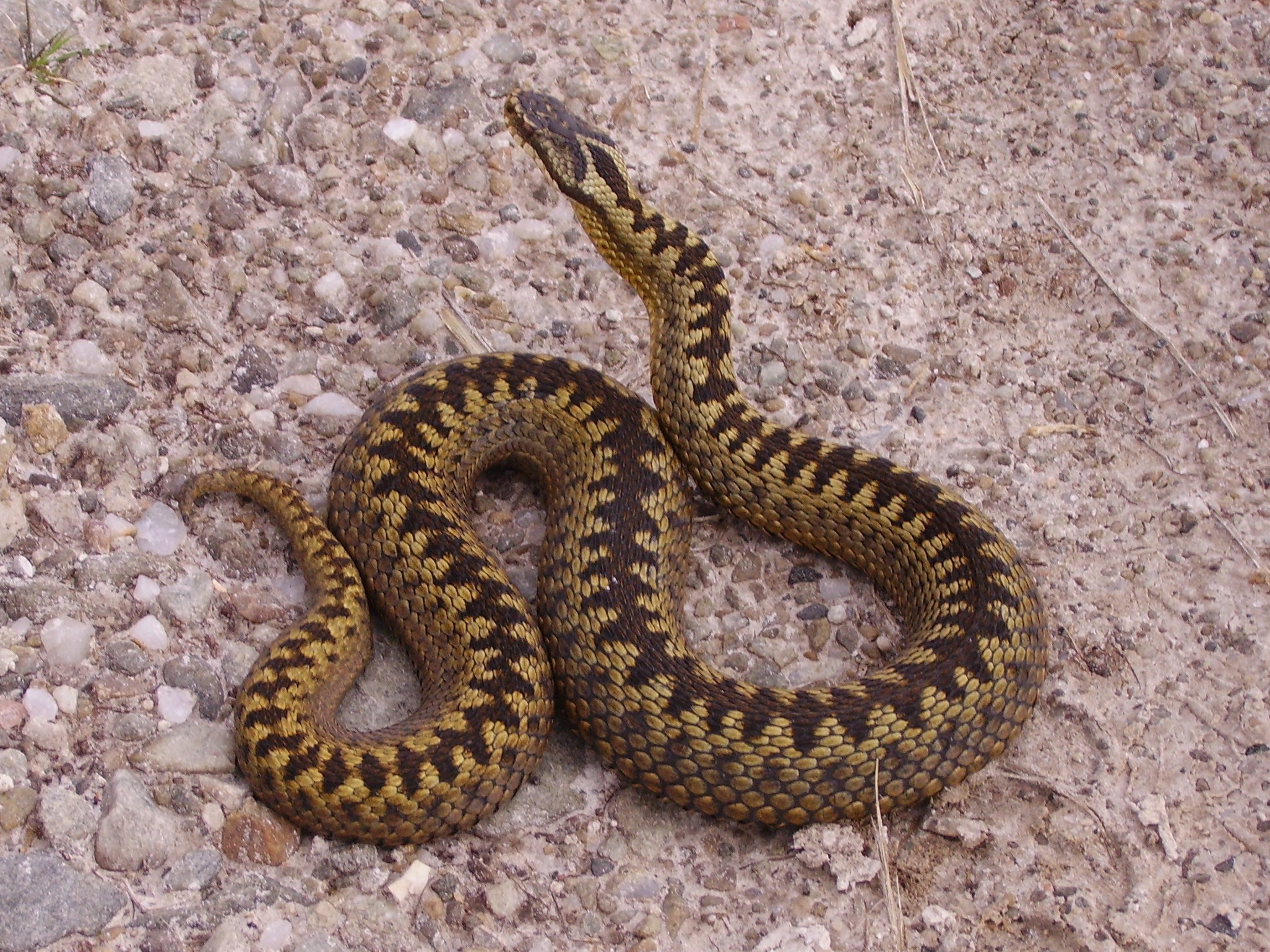
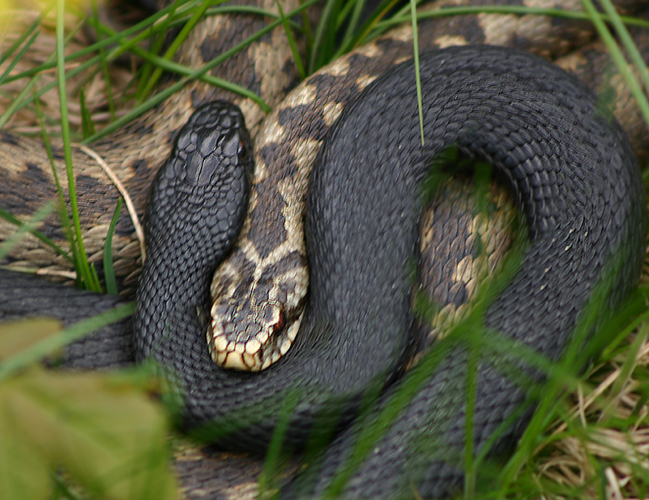
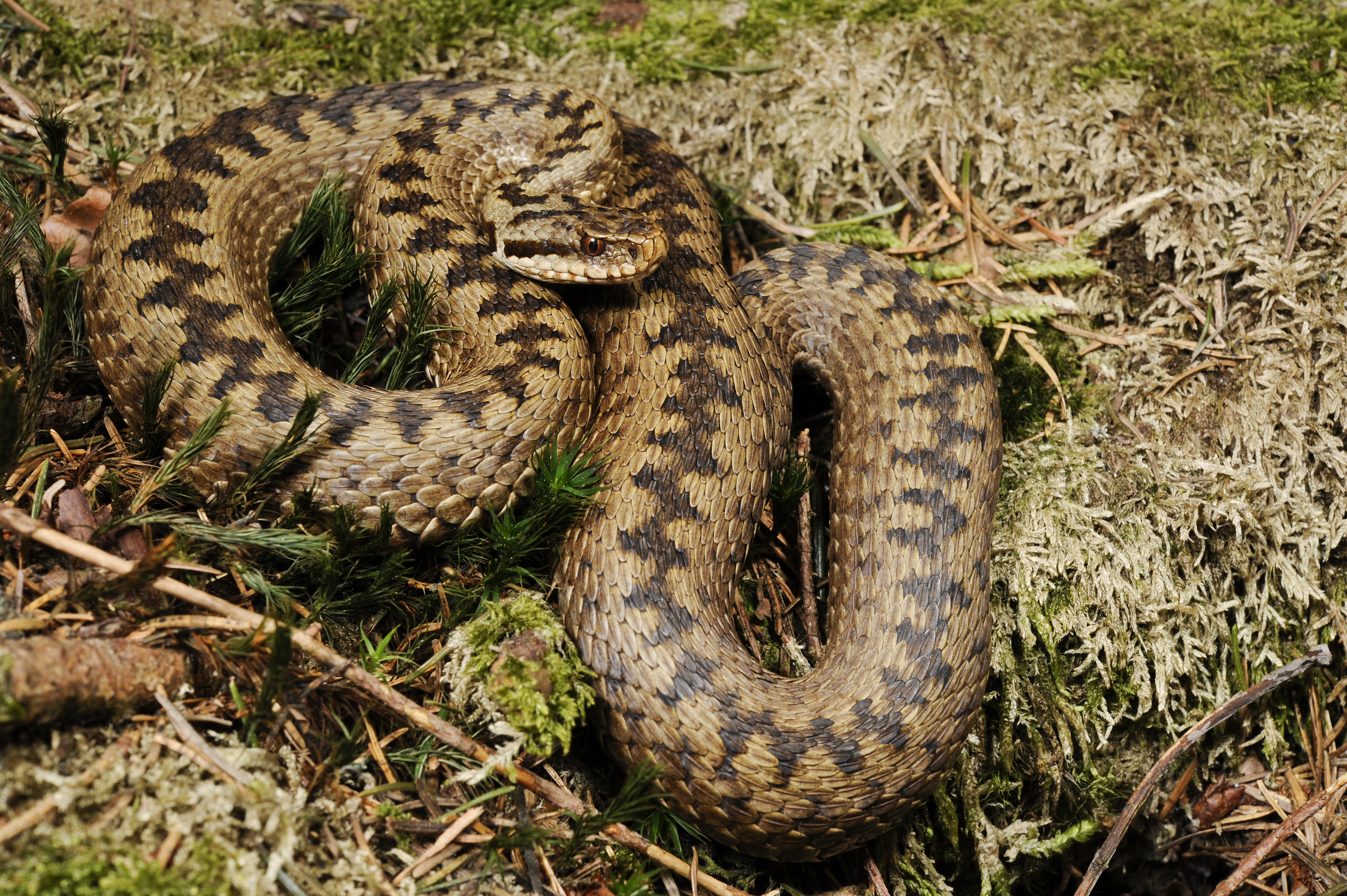
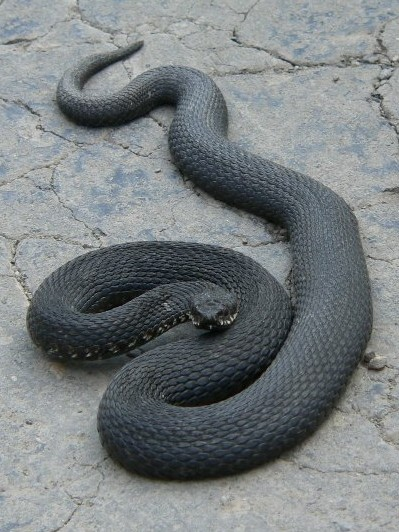
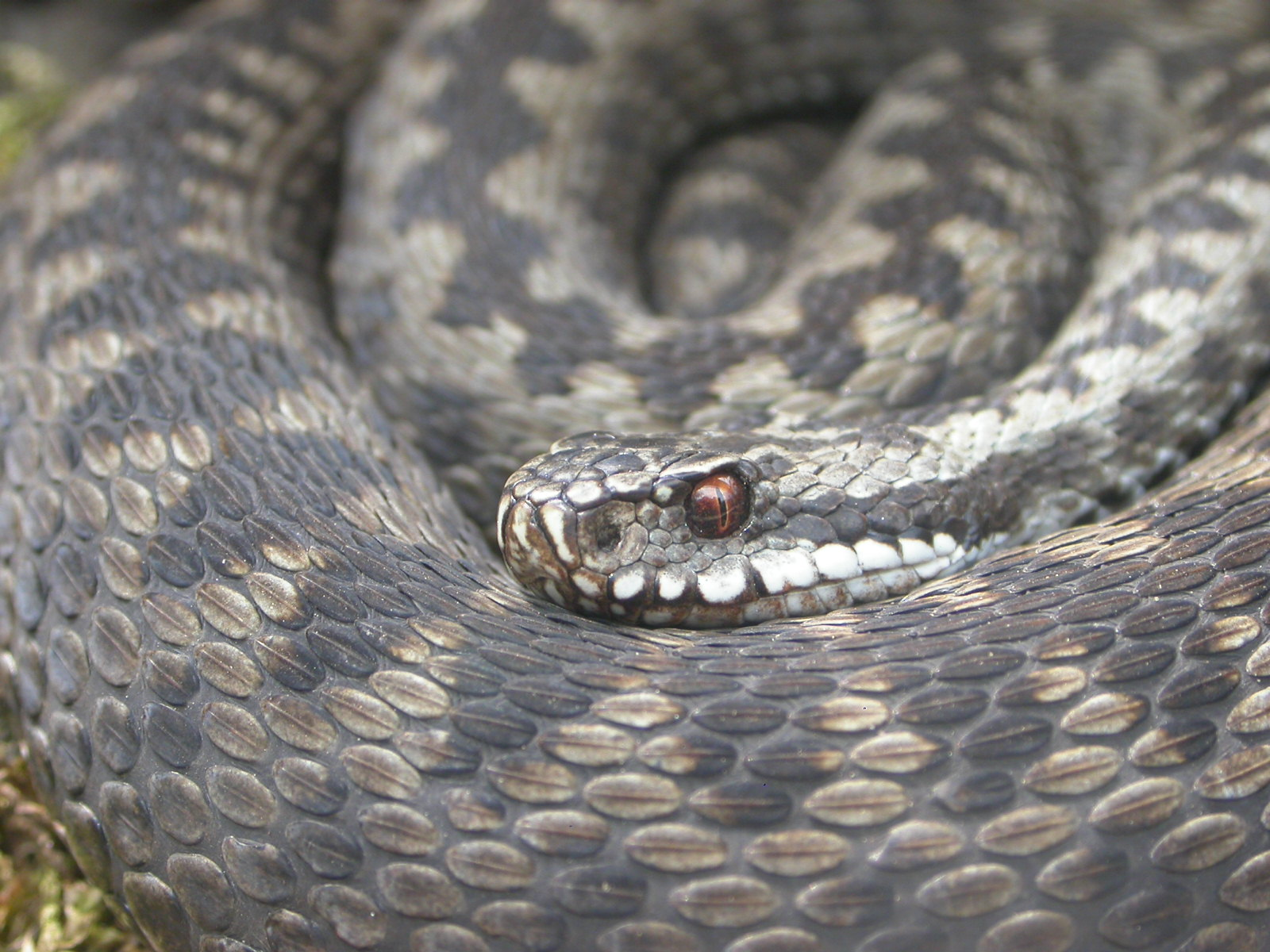